# 'Bout Changes & Things
| Recensione              | Giudizio |
| ----------------------- | -------- |
| AllMusic                | [ 2 ]    |
| Piero Scaruffi          | [ 3 ]    |
| Dizionario del Pop-Rock | [ 4 ]    |
| 24.000 dischi           | [ 5 ]    |

'Bout Changes & Things è il secondo album di Eric Andersen, pubblicato dalla Vanguard Records nel marzo del 1966.

## Tracce

### LP
Lato A
Testi e musiche di Eric Andersen, eccetto dove indicato.
1. Violets of Dawn – 3:47
2. The Girl I Love – 3:00
3. That's Alright Mama – 2:27 (Arthur Crudup)
4. Thirsty Boots – 5:50
5. The Hustler – 4:00
6. Cross Your Mind – 4:50

Lato B
Testi e musiche di Eric Andersen, eccetto dove indicato.
1. I Shall Go Unbounded – 6:10
2. Champion at Keepin' Them Rollin' – 2:40 (Ewan MacColl)
3. Hey Babe, Have You Been Cheatin' – 3:04
4. Blind Fiddler – 5:05
5. Close the Door Lightly When You Go – 3:27
6. My Land Is a Good Land – 2:56

## Musicisti
- Eric Andersen – voce, chitarra, armonica, note retrocopertina
- Debbie Green – seconda chitarra (brani: Violets of Dawn e Close the Door Lightly When You Go)
- Harvey Brooks -– basso elettrico (brani: That's Alright Mama e The Hustler)

Note aggiuntive
- Maynard Solomon – produttore
- Joel Brodsky – foto copertina album originale
- Jules Halfant – design copertina album originale